# Mykolajivský rajón
Mykolajivský rajón (ukrajinsky Миколаївський район) je rajón v Mykolajivské oblasti na Ukrajině. Hlavním městem je Mykolajiv a rajón má přibližně 656 tisíc obyvatel. 

## Města v rajónu
- Mykolajiv
- Nova Odesa
- Očakiv